# Равенна

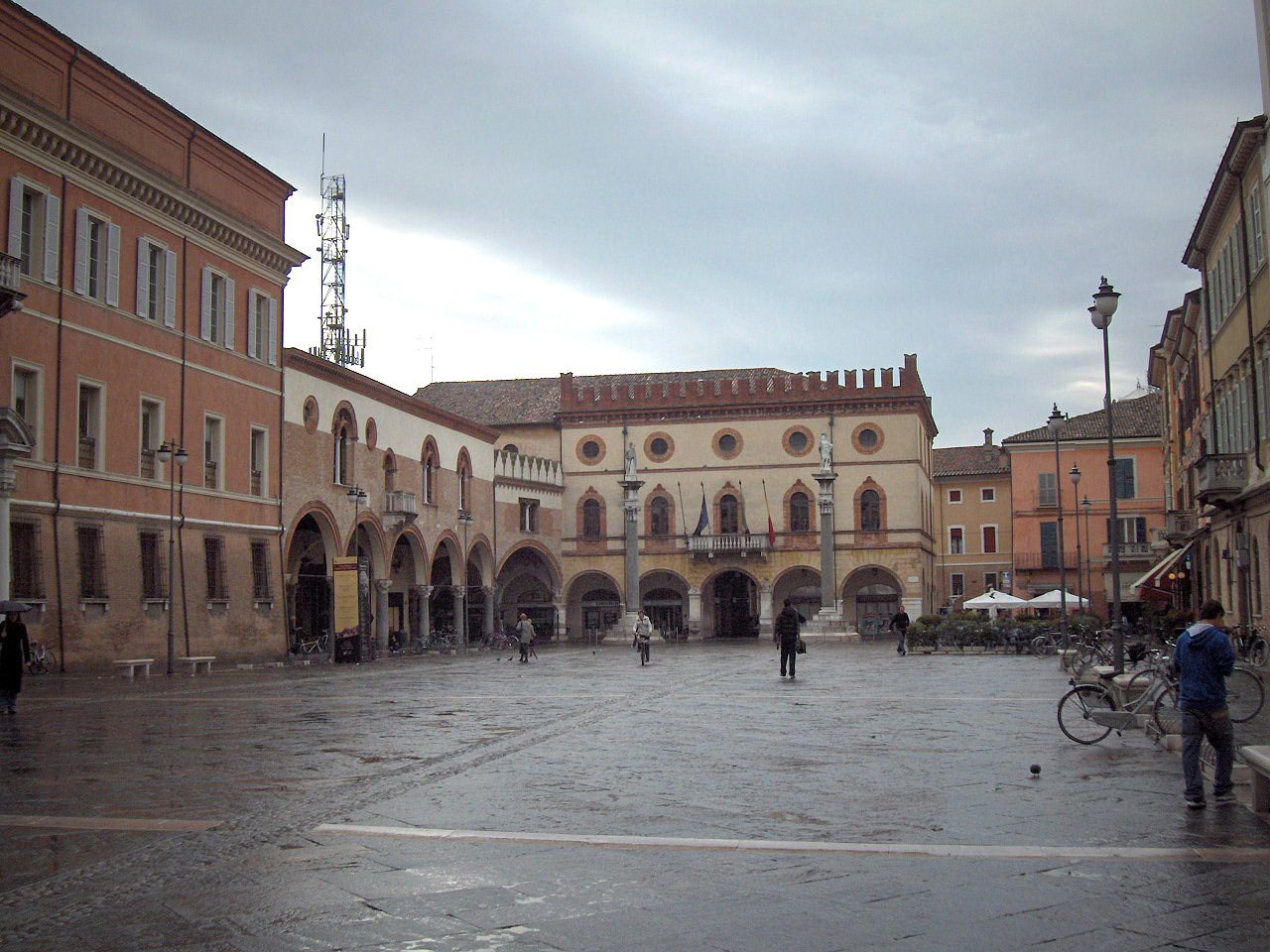
П'яцца дель Пополо

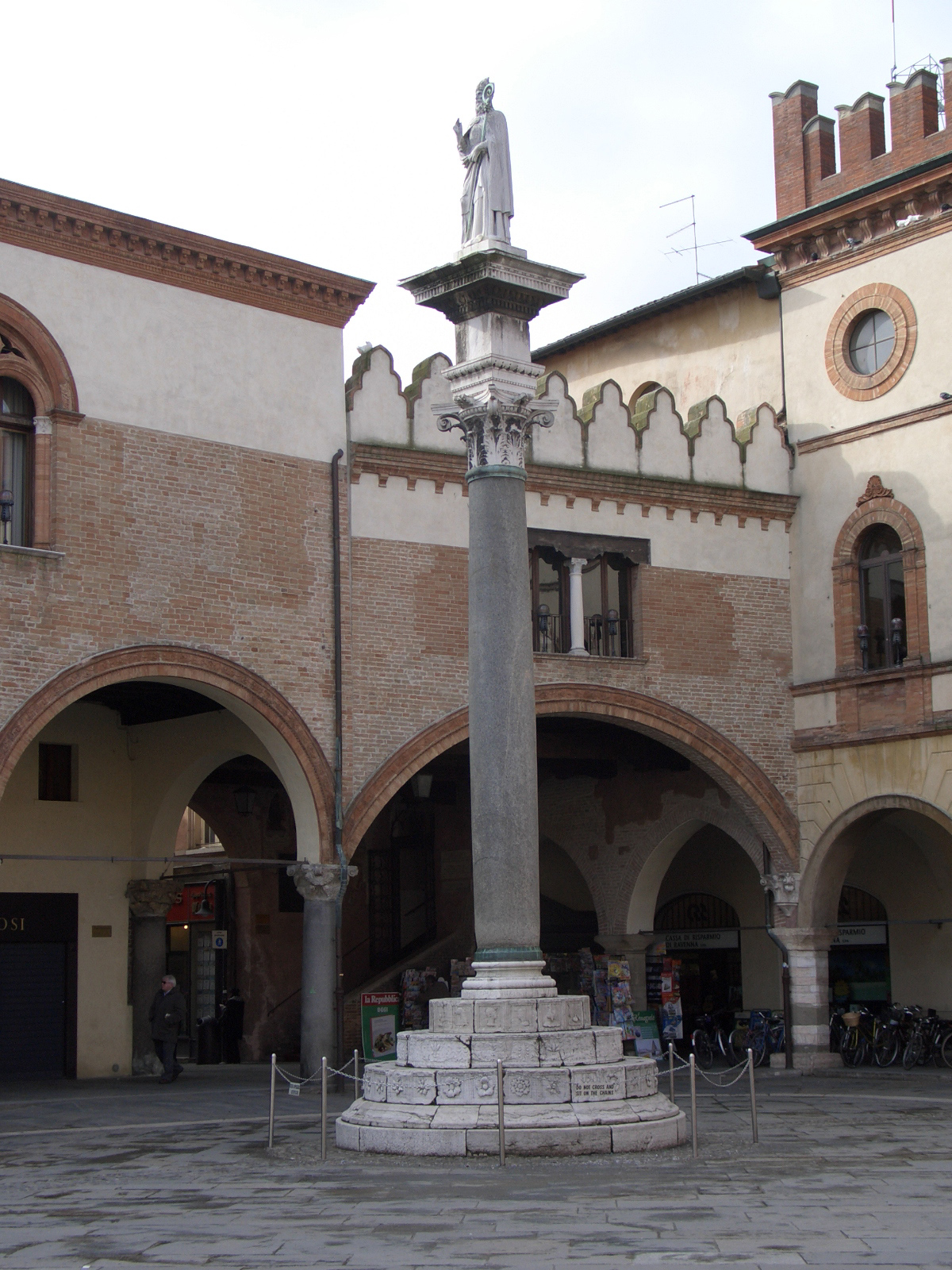
Cтатуя Святого Аполлінарія

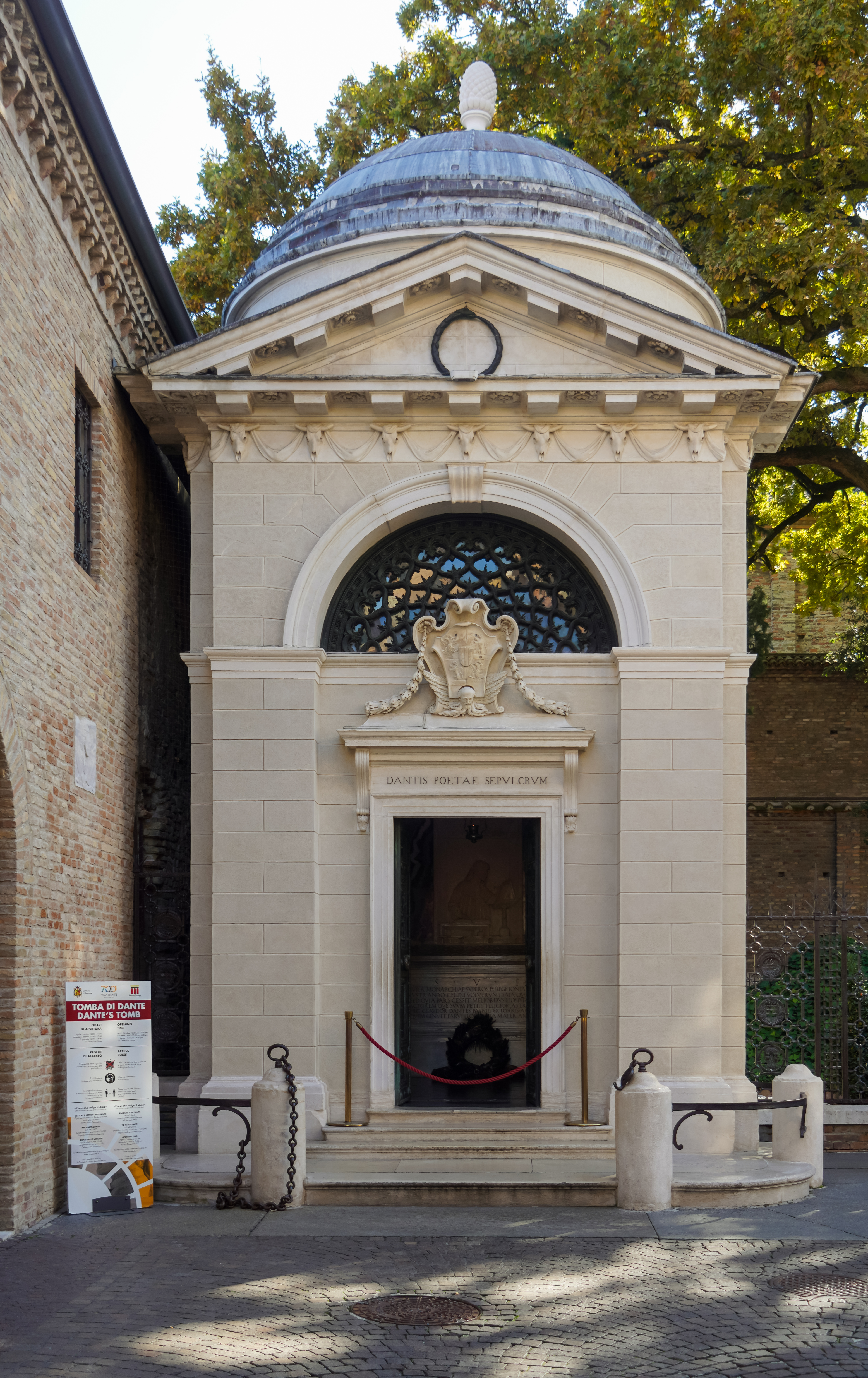
Гробниця Данте

Раве́нна (італ. Ravenna) — місто та муніципалітет в Італії, у регіоні Емілія-Романья, столиця провінції Равенна, столиця Західної Римської імперії в 402-476.
Розташована на відстані близько 290 км на північ від Рима, 70 км на схід від Болоньї.
Населення — 158 911 осіб (2014).
Щорічний фестиваль відбувається 23 липня. Покровитель — Святий Аполлінарій (Sant'Apollinare).
Равенна сполучена з Адріатичним морем каналом. Колись Равенна була центром Західної Римської Імперії, а пізніше — Остготського королівства.
У Равенні похований знаменитий італійський поет Данте Аліг'єрі.

## Демографія
Населення за роками:

Станом на 1 січня 2023 року в муніципалітеті офіційно проживали 17 664 іноземці з 129 країн, серед них 5478 громадян країн Євросоюзу та 950 громадян України.

## Сусідні муніципалітети
- Альфонсіне
- Арджента
- Баньякавалло
- Бертіноро
- Червія
- Чезена
- Комаккіо
- Форлі
- Руссі

## Пам'ятки історії та мистецтва
Равенна відома своїми пам'ятками ранньохристиянської і візантійської архітектури, в яких знаходяться видатні мозаїки і витвори монументально-декоративного живопису. У 1996 році до складу Всесвітньої спадщини ЮНЕСКО були включені:
- Мавзолей Гали Плацидії (близько 440)
- Баптистерій православних (середина V століття)
- Базиліка Сан-Вітале (526—547)
- Базиліка Сант-Аполлінарія-ін-Класі (549, поза міськими стінами)

Також включені будівлі часів короля Теодоріха (493—526 років):
- Аріанський баптистерій
- Базиліка Сант-Аполлінаре-Нуово
- Архієпископський музей і капела апостола Андрія (домова церква равеннских єпископів)
- Мавзолей Теодоріха (поза міськими стінами)

Інтер'єри цих будівель (крім Мавзолею Теодоріха) прикрашають мозаїки, що поєднують в собі візантійську і античну традиції, з деякими стилістичними особливостями, притаманними аріанам. Також збереглися руїни так званого палацу Теодоріха (початок VI століття).
З пізніших історико-культурних пам'яток найбільш вагомі:
- Собор Святого Духа, побудований в XVIII столітті на місці Урсіанової базиліки початку V століття
- Венеційська Фортеця Бранкалеоне (XV століття)
- Базиліка Сан-Франческо — францисканська церква, в якій відспівували померлого в Равенні поета Данте; його прах покоїться біля базиліки в Гробниці Данте (стилізований мавзолей епохи класицизму)
- Національний музей Равенни. Тут зібрані античні і ранньохристиянські артефакти, знайдені в ході різних археологічних розкопок в місті і передмістях (надгробні стели, ранньохристиянські саркофаги, у тому числі знаменитий барельєф I ст. «Апофеоз Августа»), в Адріатичному морі (скульптурні портрети філософів і письменників), диптихи, вівтарі та інше. У постійній експозиції музею — фрески П'єтро да Ріміні (1320-ті рр.) Експонується крито-венеційська колекція ікон XIV—XVIII ст. з церкви св. Клари (Santa Chiara), що не збереглася.

## Галерея

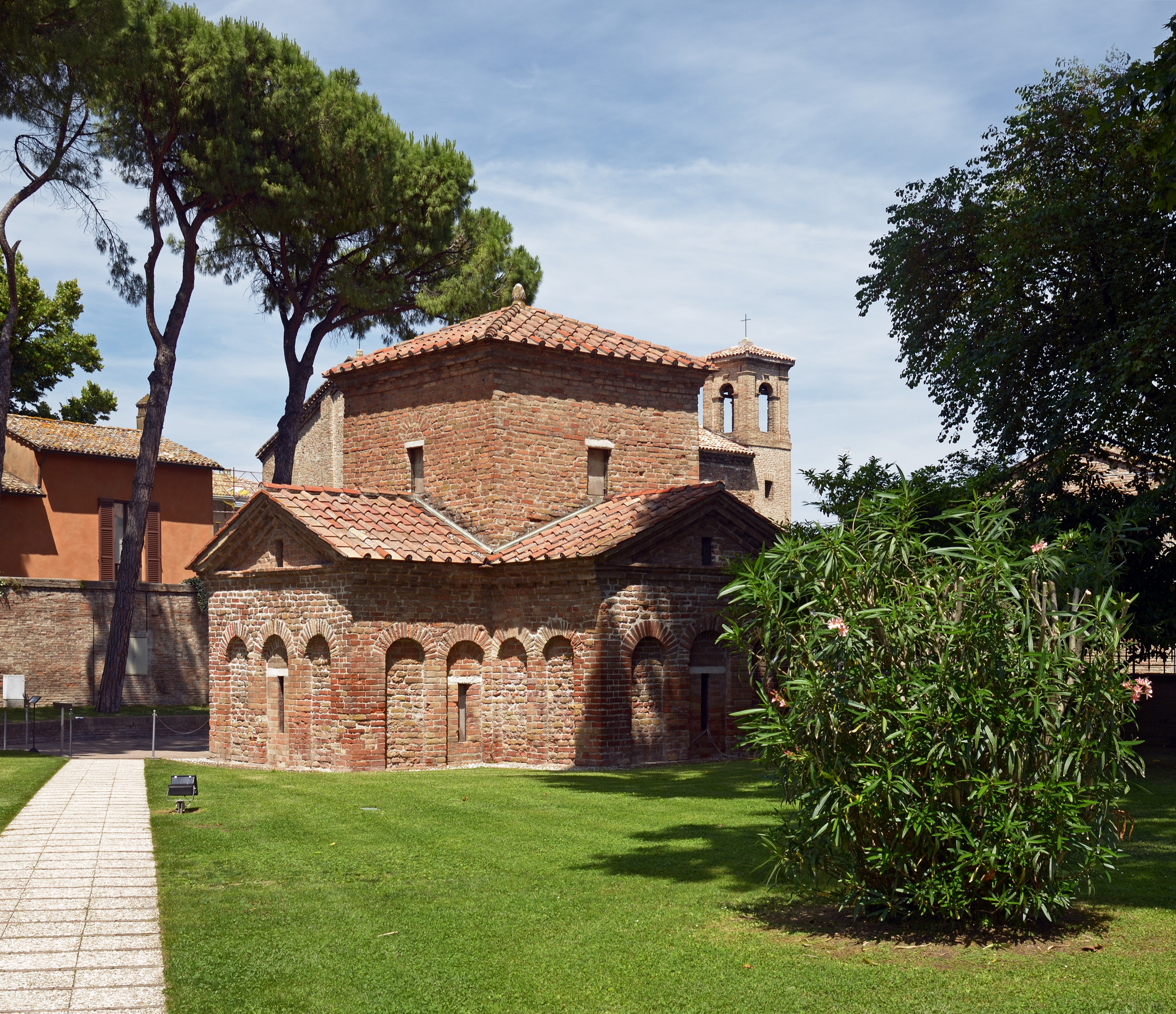
Мавзолей Гали Плацидії
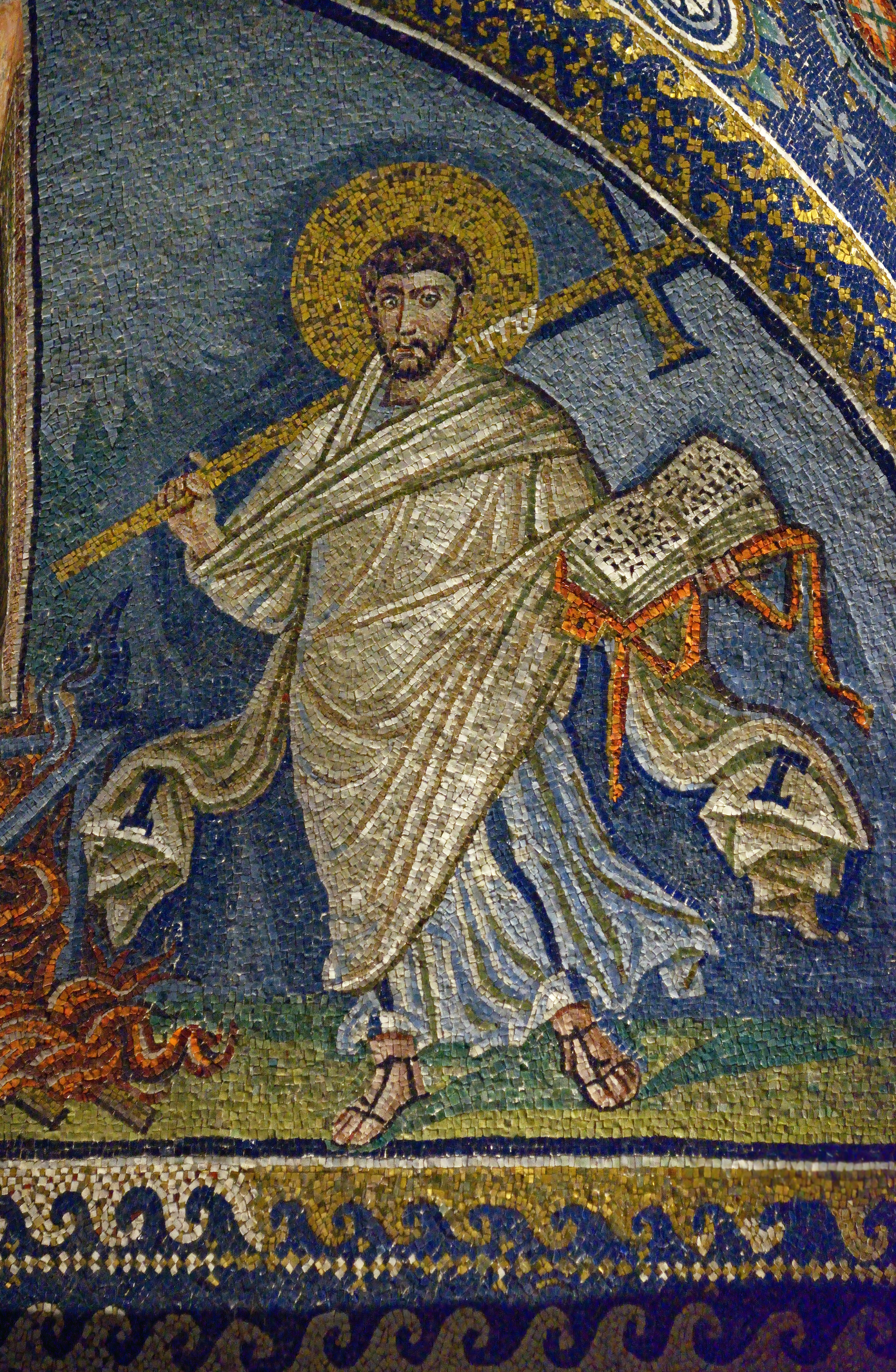
Св. Лаврентій. Мозаїка у Мавзолеї Гали Плацидії
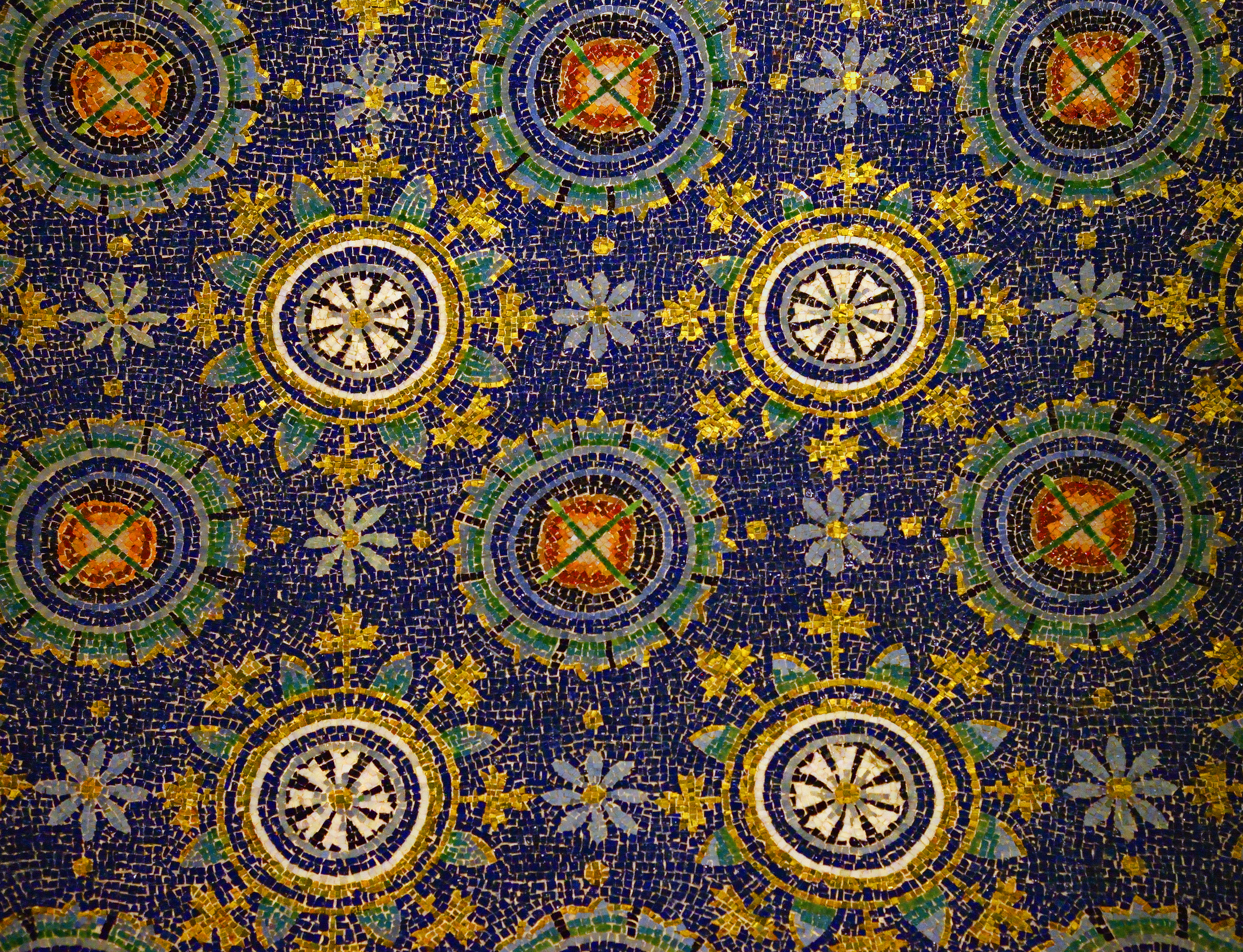
Частина мозаїки на склепінні Мавзолею Гали Плацидії
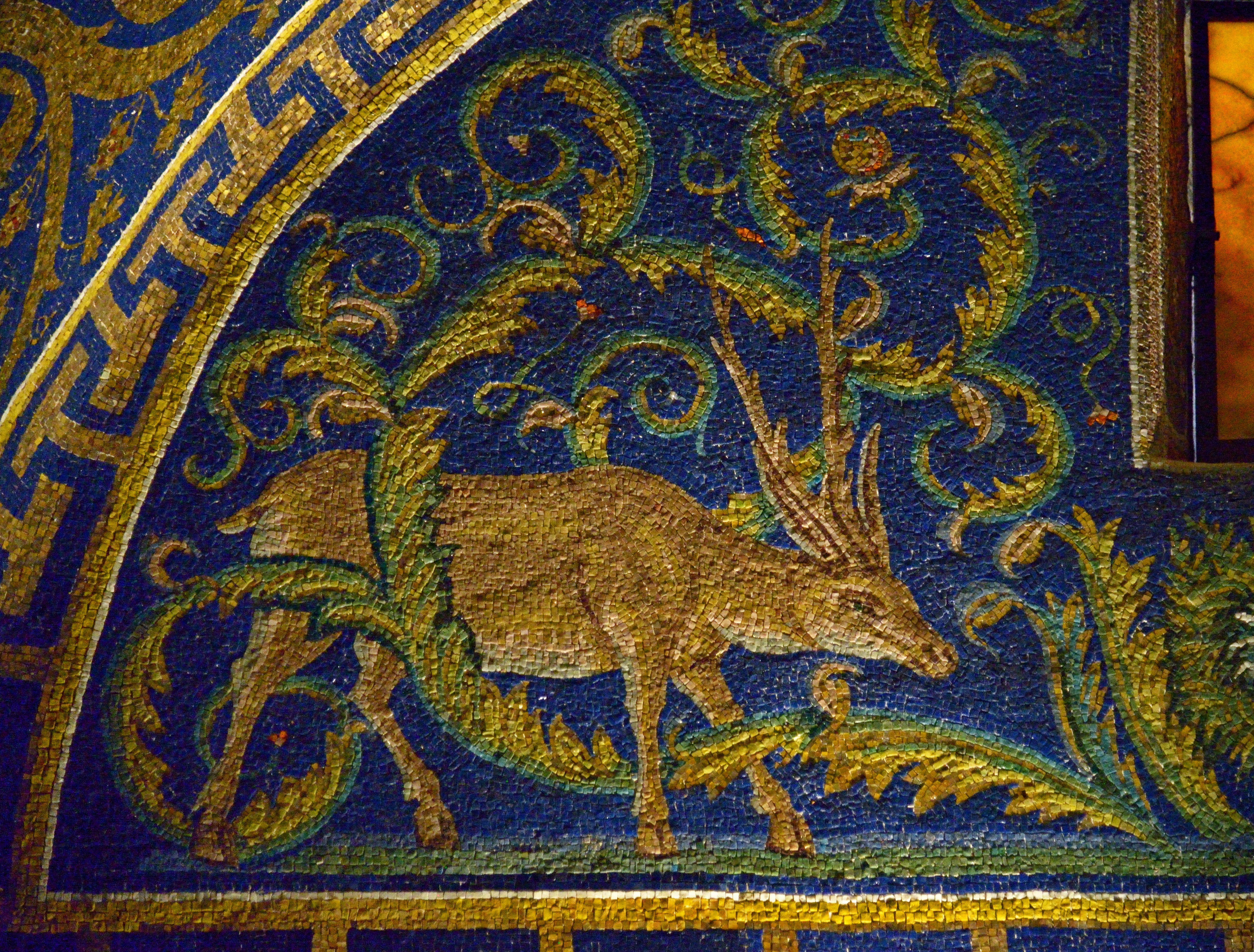
Олень. Частина мозаїки у Мавзолеї Гали Плацидії
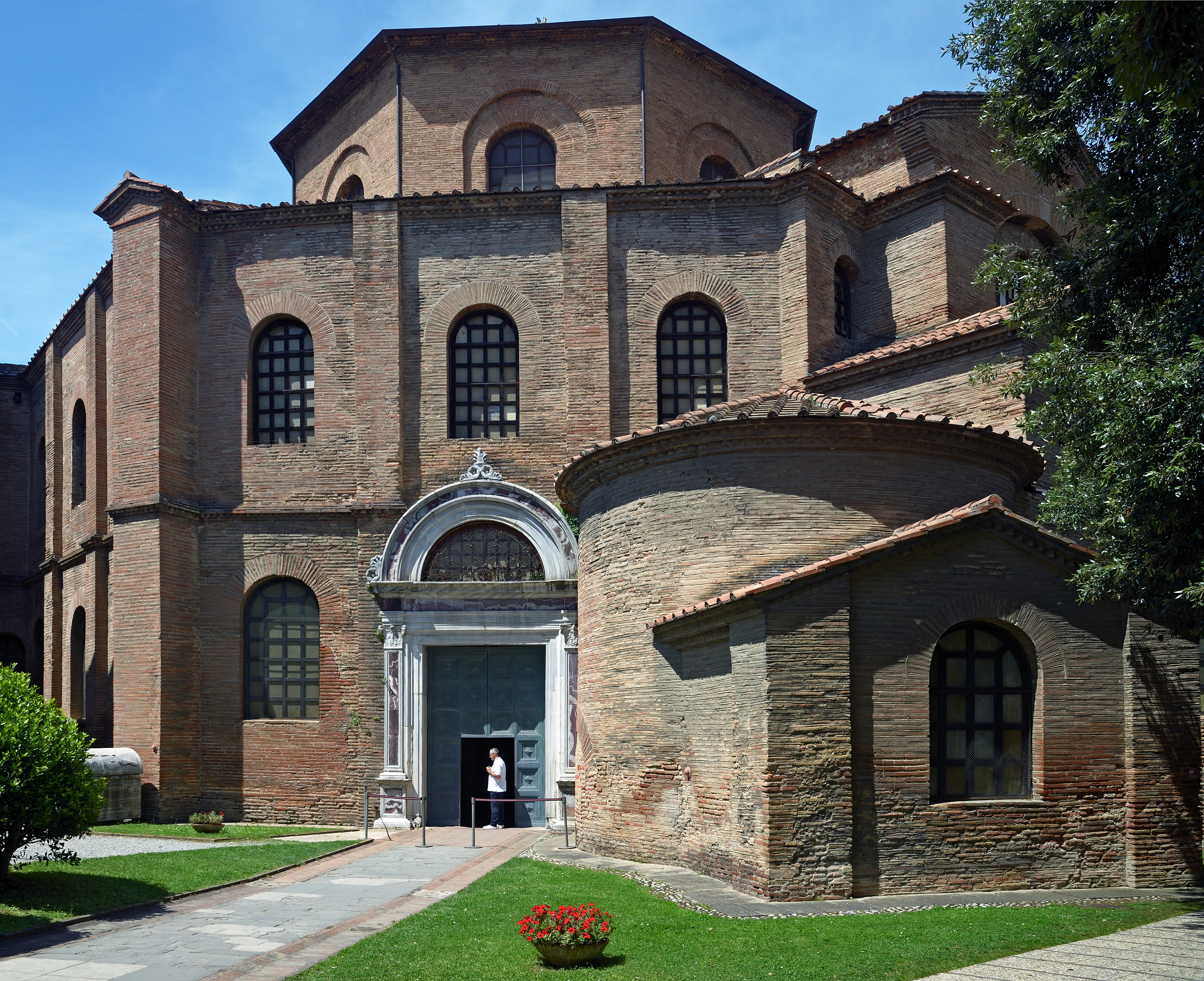
Базиліка Сан-Вітале
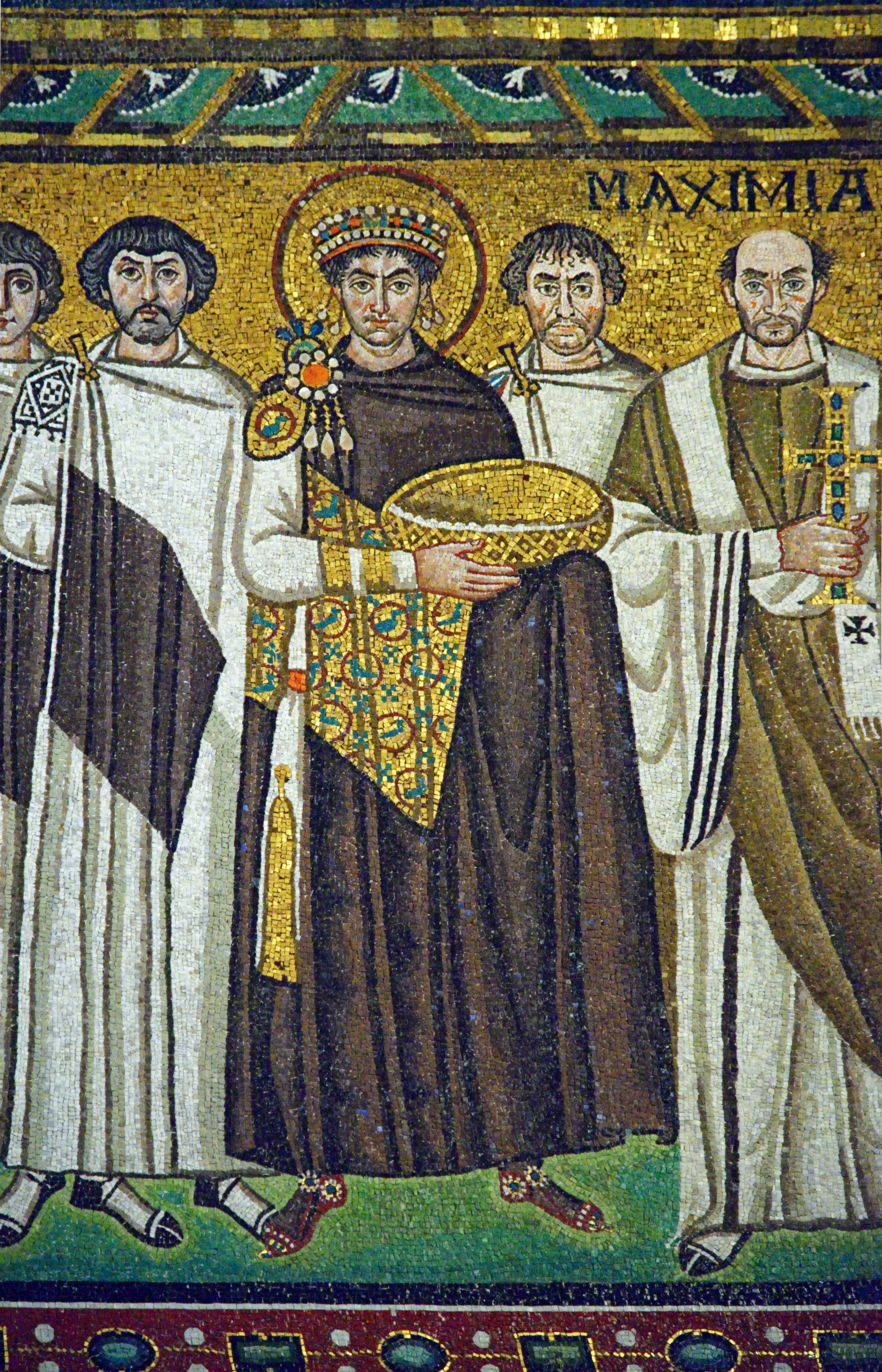
Імператор Юстиніан з почтом. Частина мозаїки у Базиліці Сан-Вітале
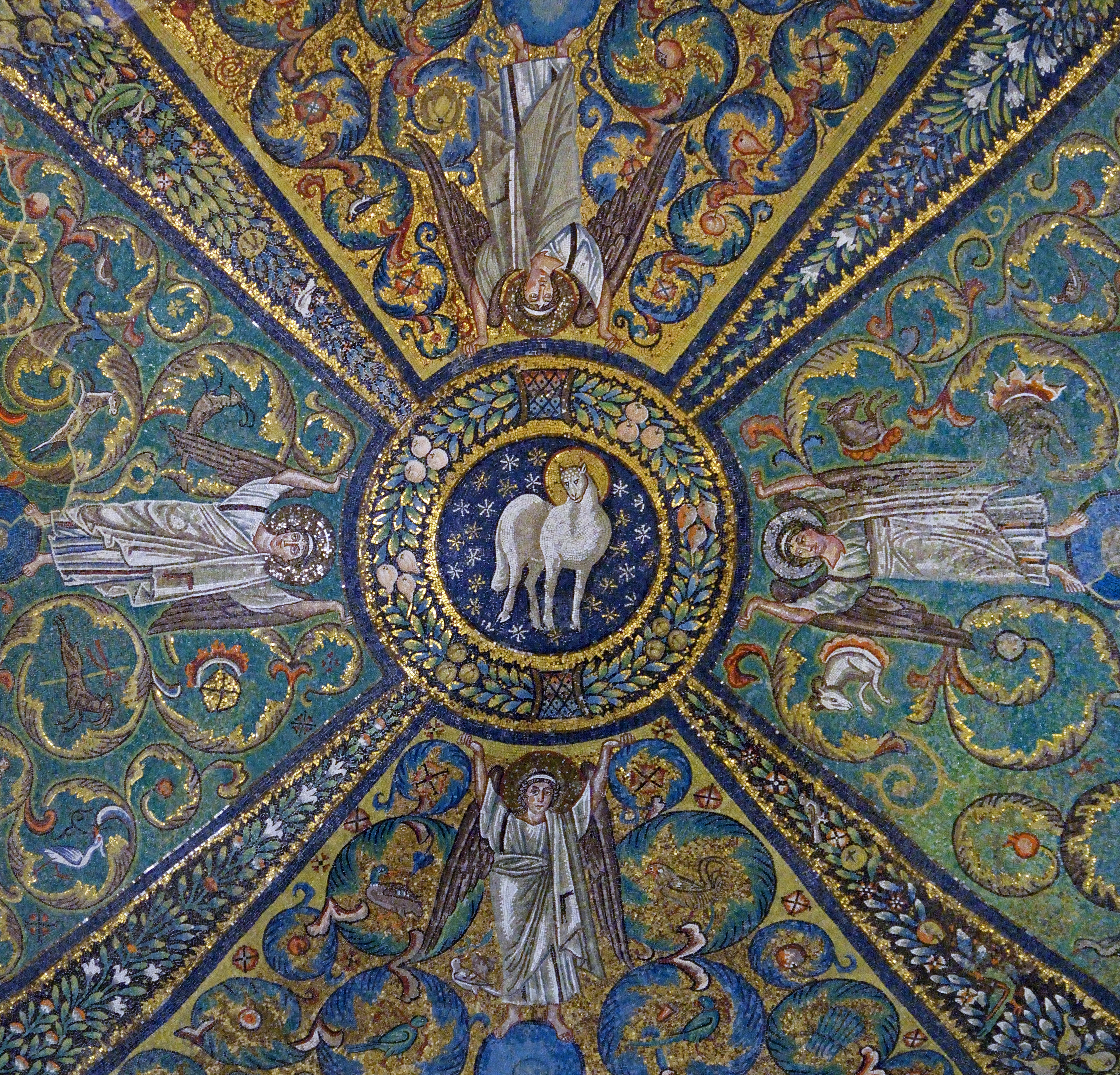
Агнець Божий та янголи. Частина мозїки на склепінні Базиліки Сан-Вітале
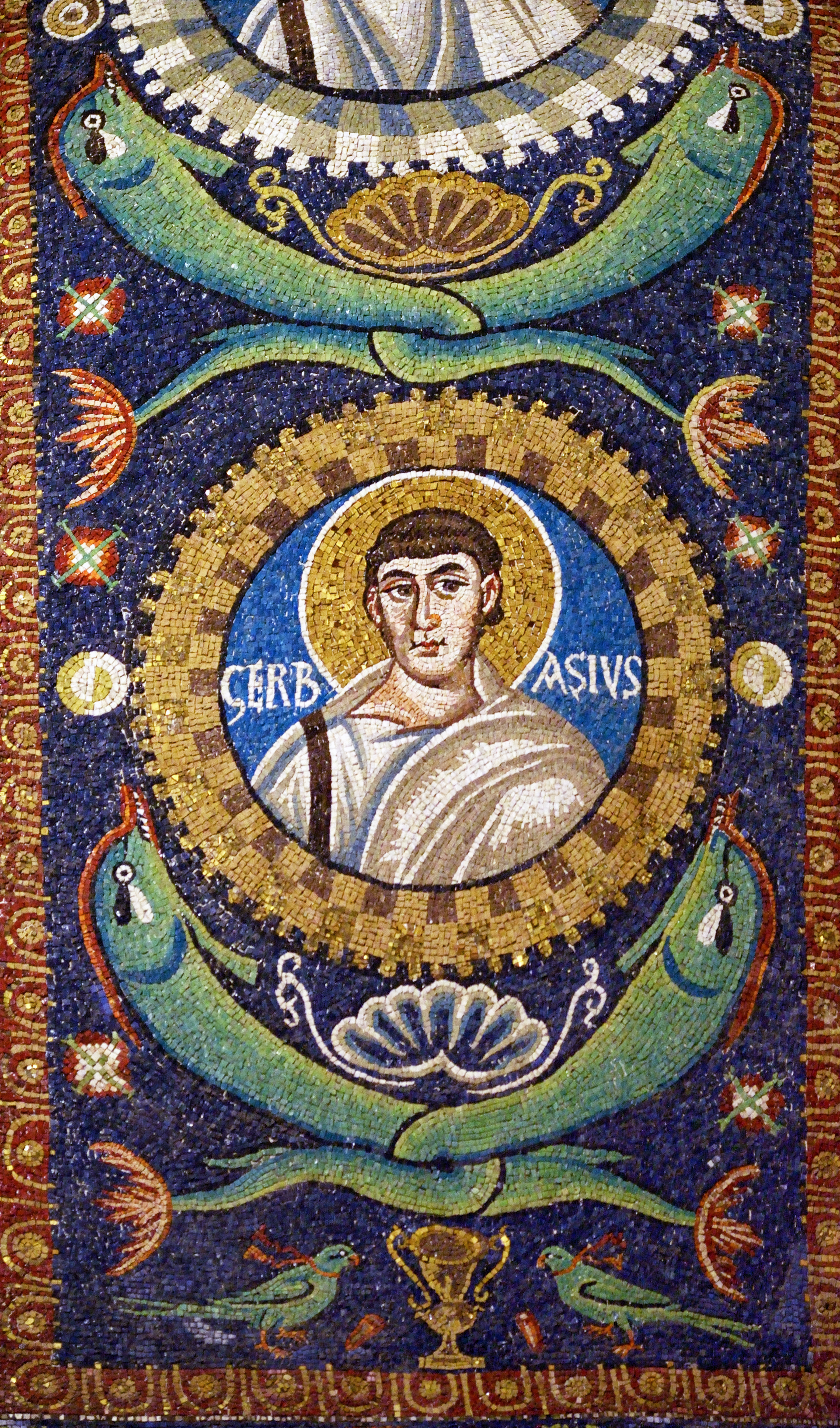
Мученик Гервасій. Деталь мозаїки у Базиліці Сан-Вітале
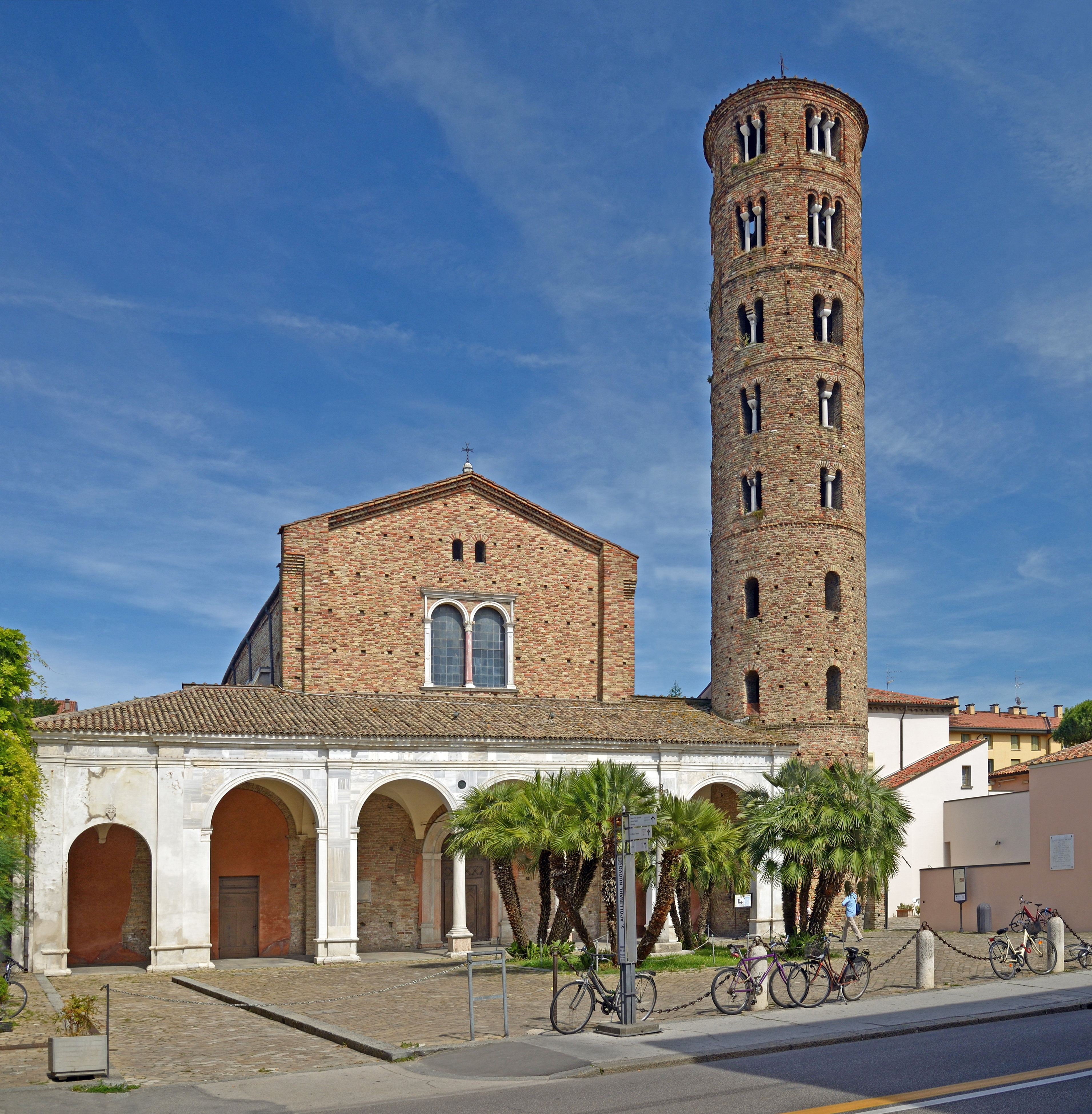
Базиліка Сант-Аполінаре-Нуово
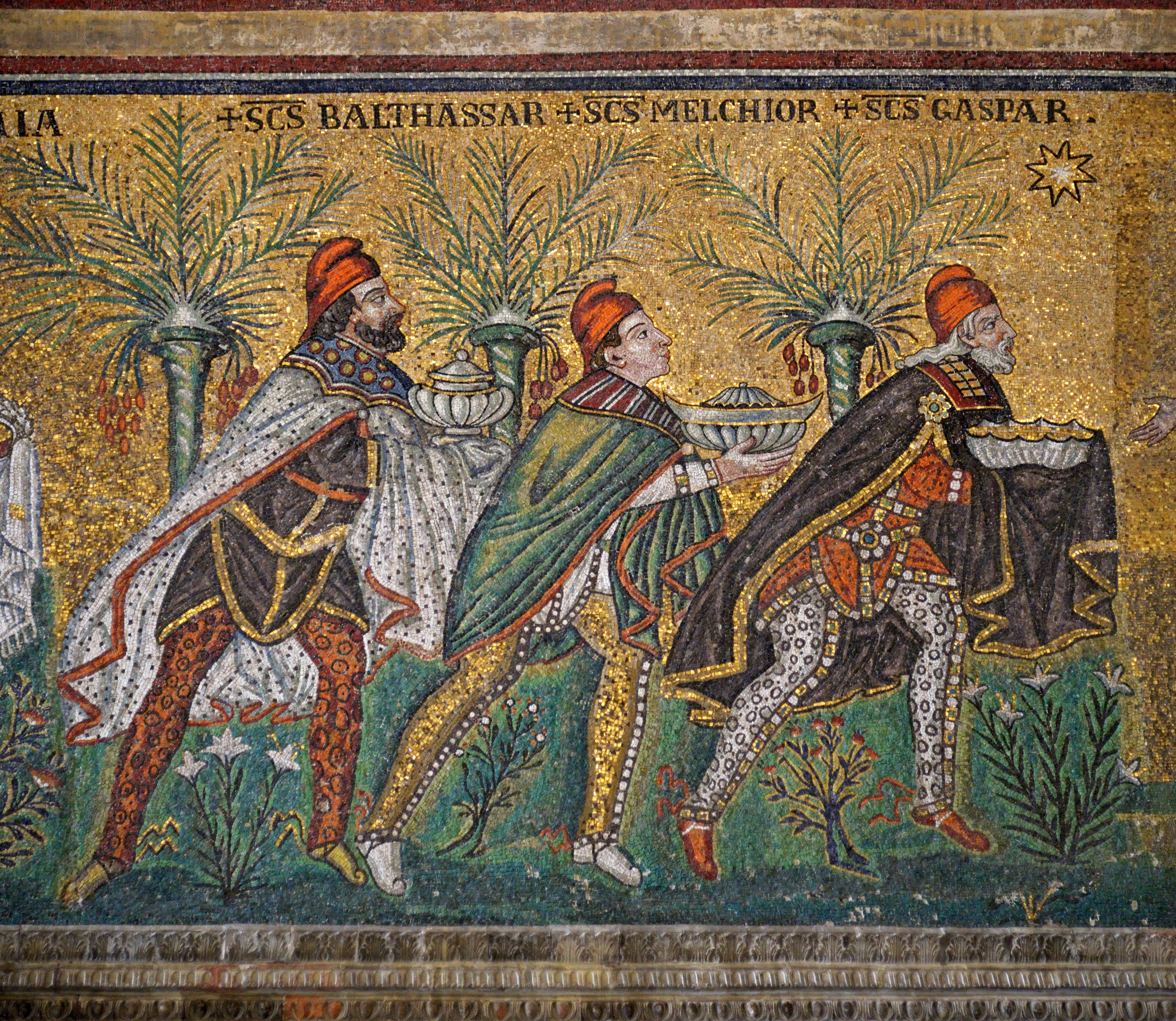
Три волхви. Частина мозаїки в Базиліці Сант-Аполінаре-Нуово
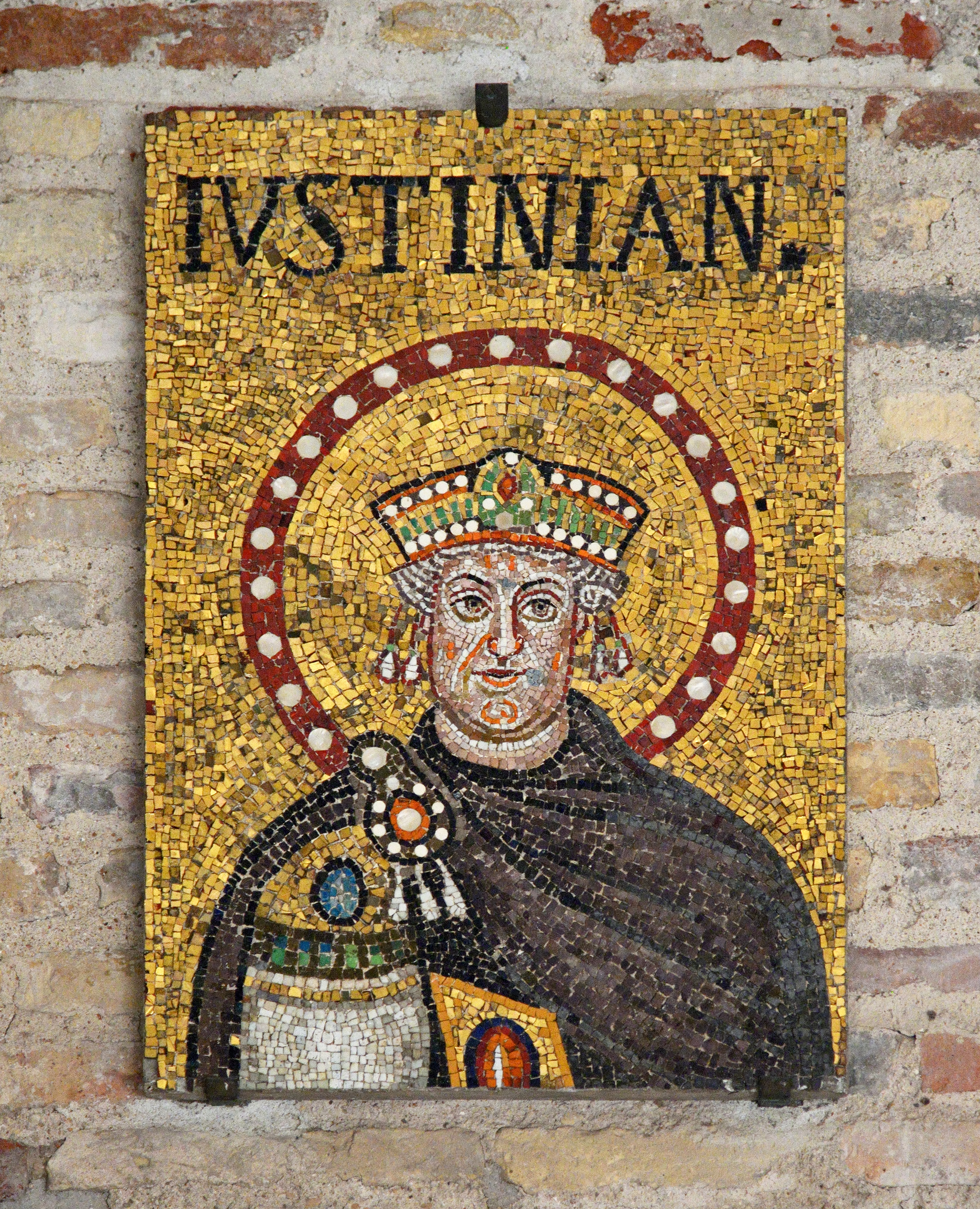
Імператор Юстиніан. Базиліка Сант-Аполінаре-Нуово.
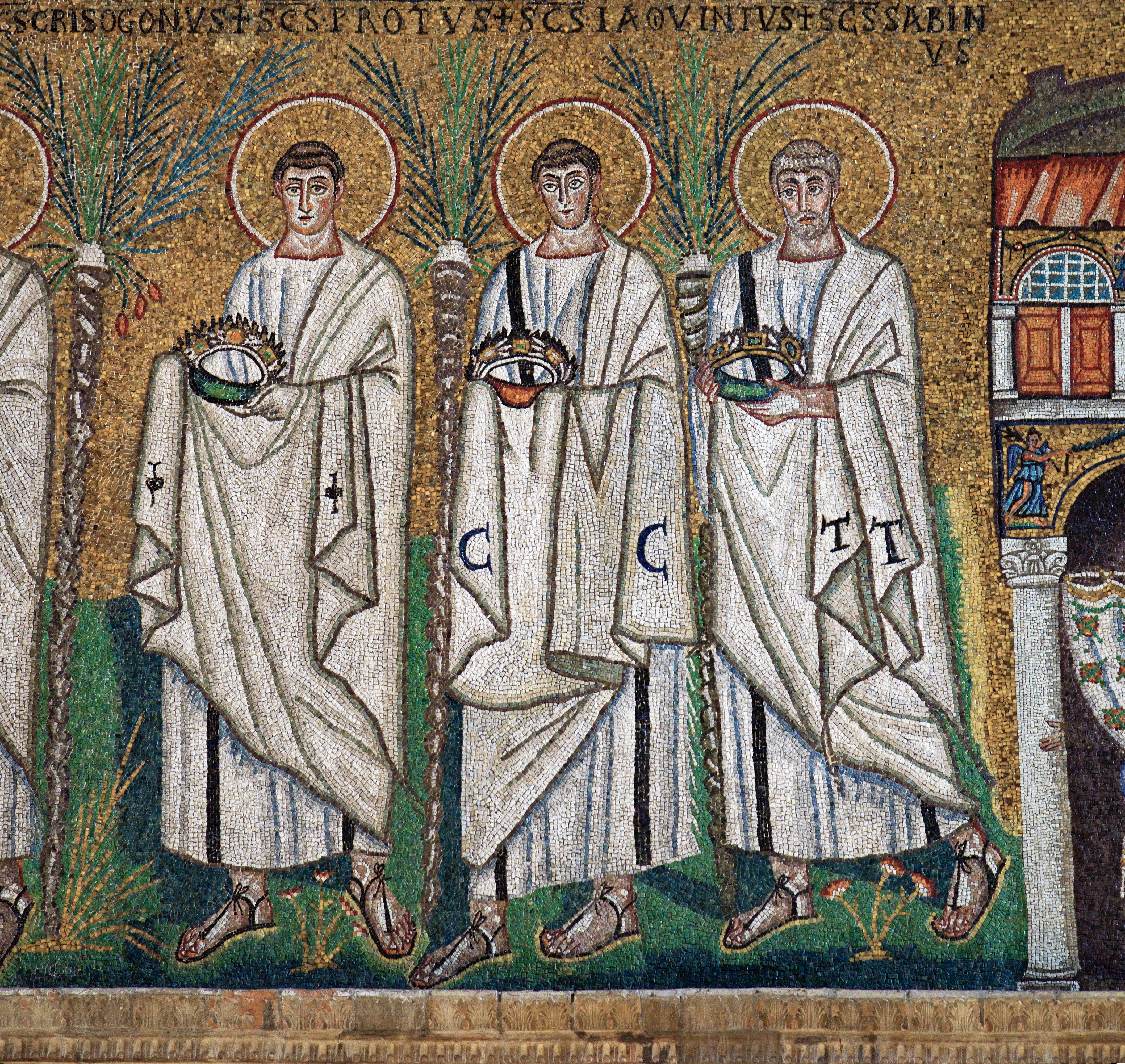
Мученики Прот, Іовіній, Сабін. Частина мозаїки в Базиліці Сант-Аполінаре-Нуово
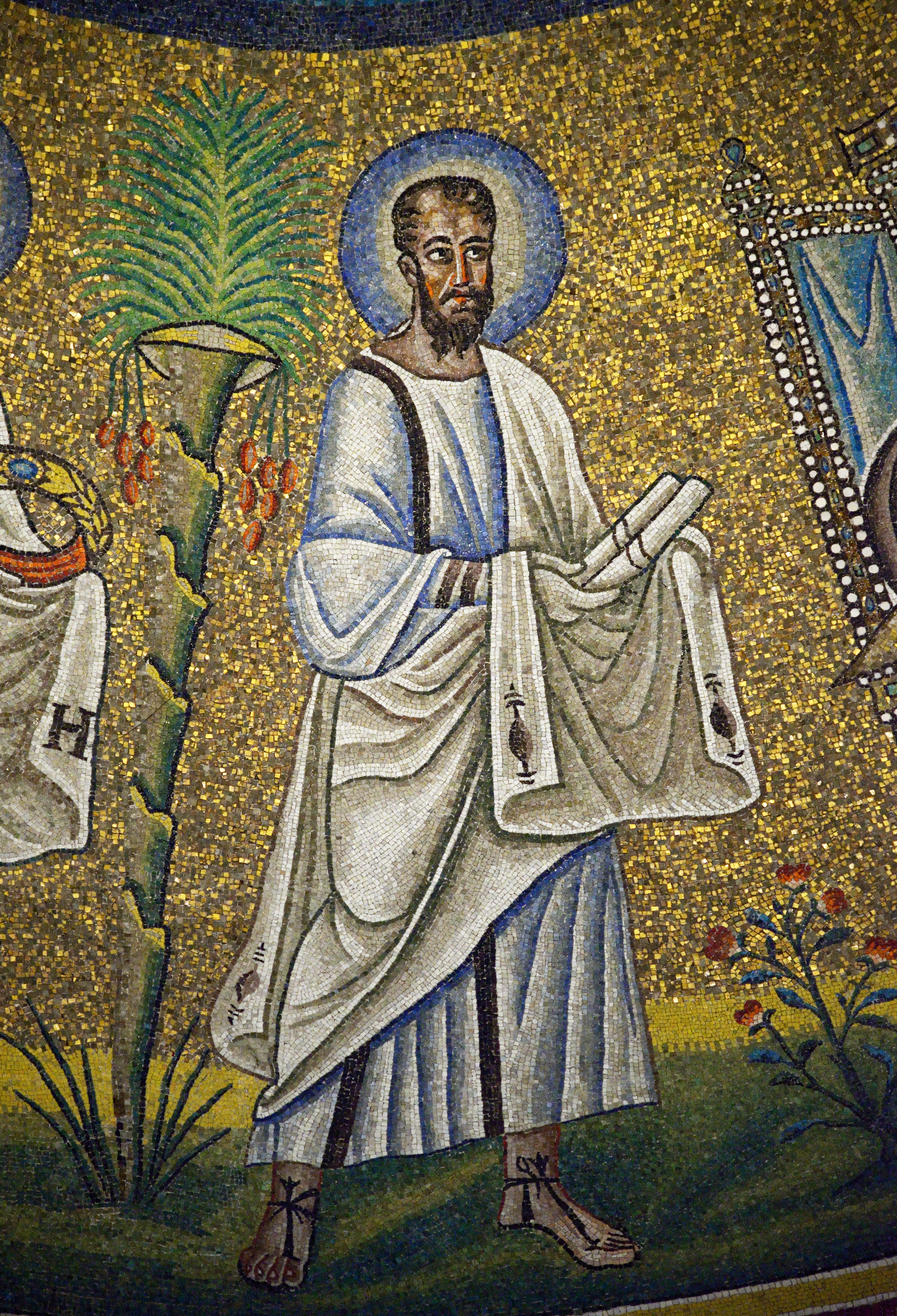
Св. Павло. Частина мозаїки в Аріанському Баптистерії
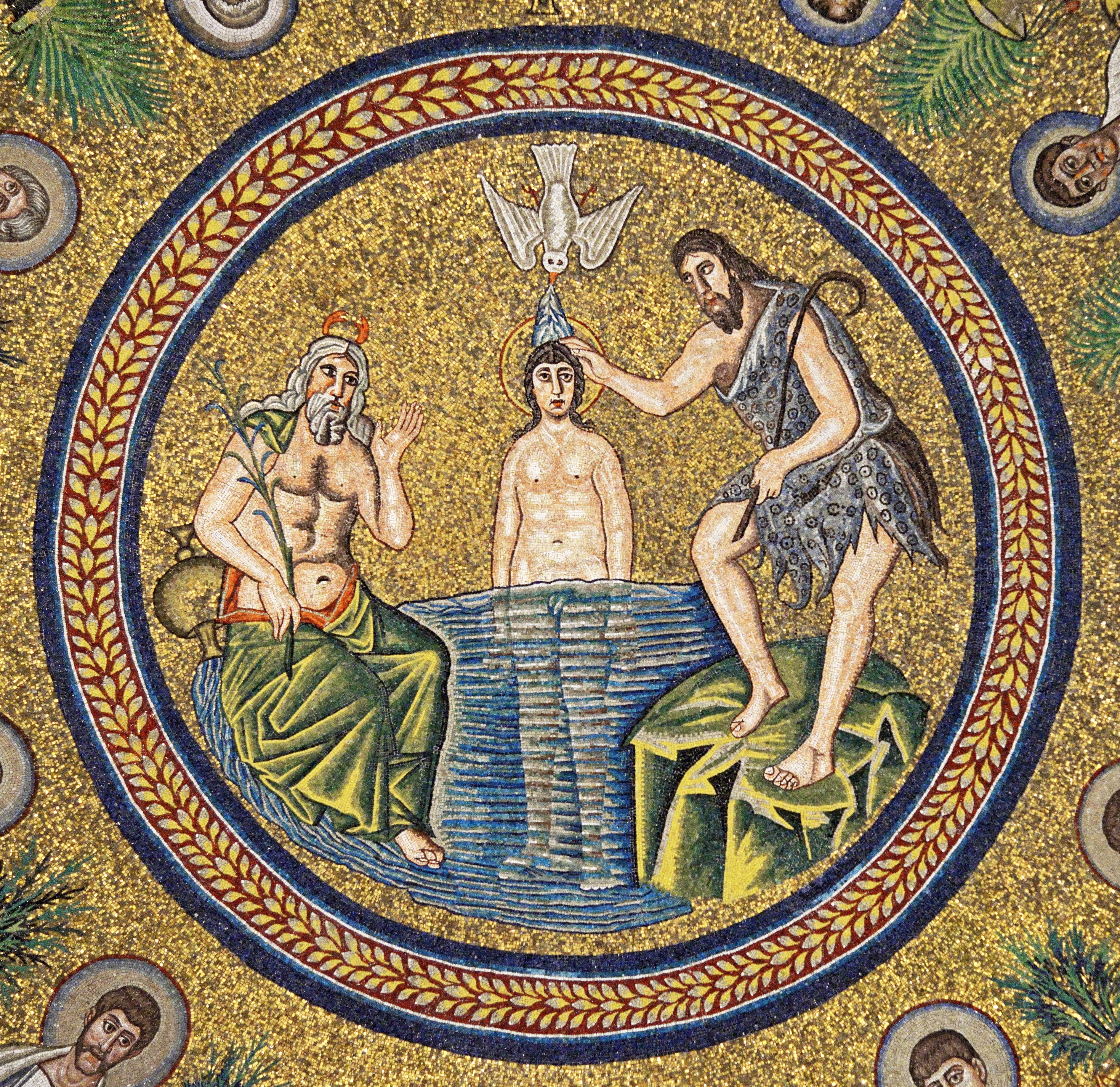
Хрещення Христа. Мозаїка на склепінні Аріанського Баптистерія
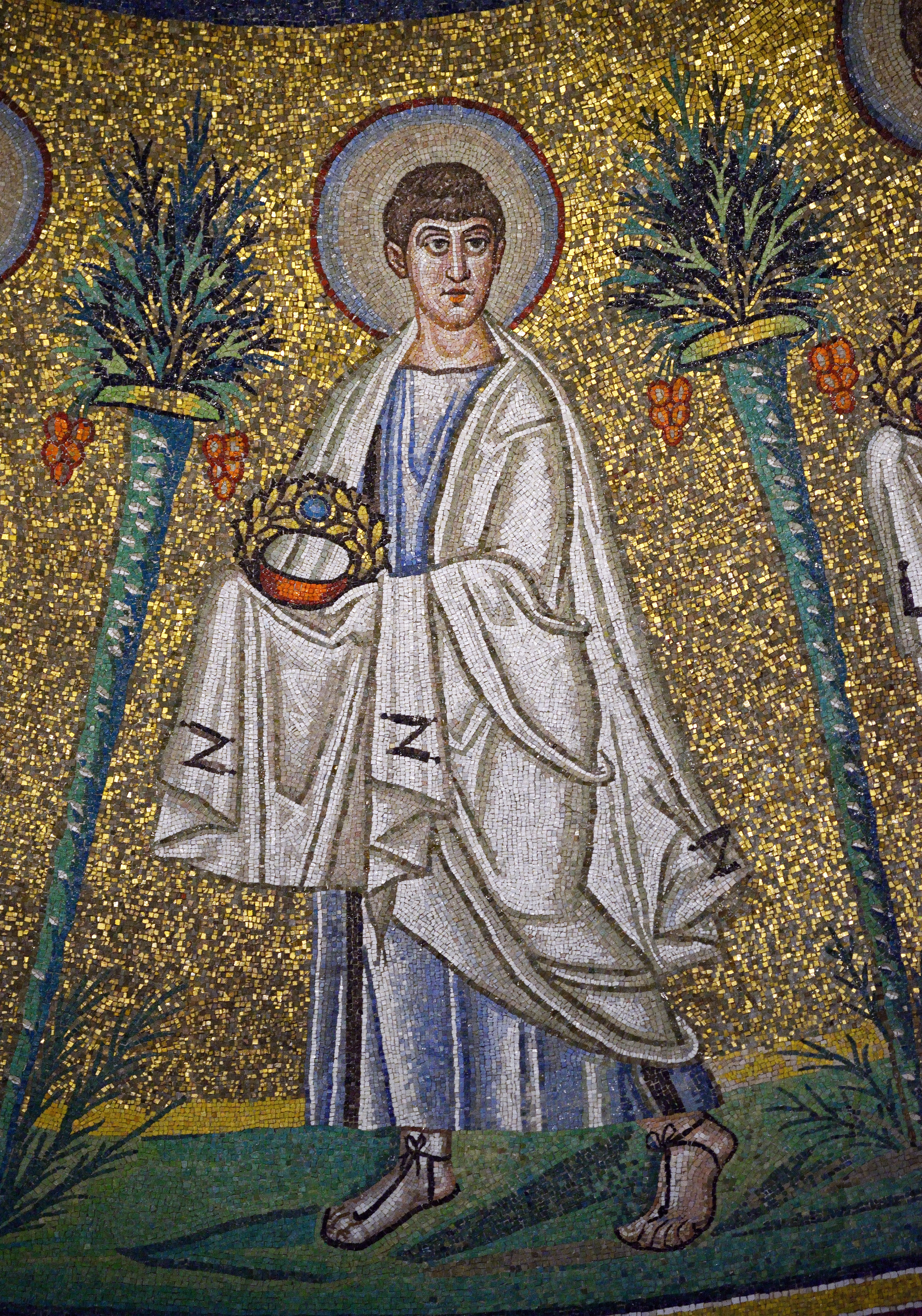
Апостол. Частина мозаїки в Аріанському Баптистерії
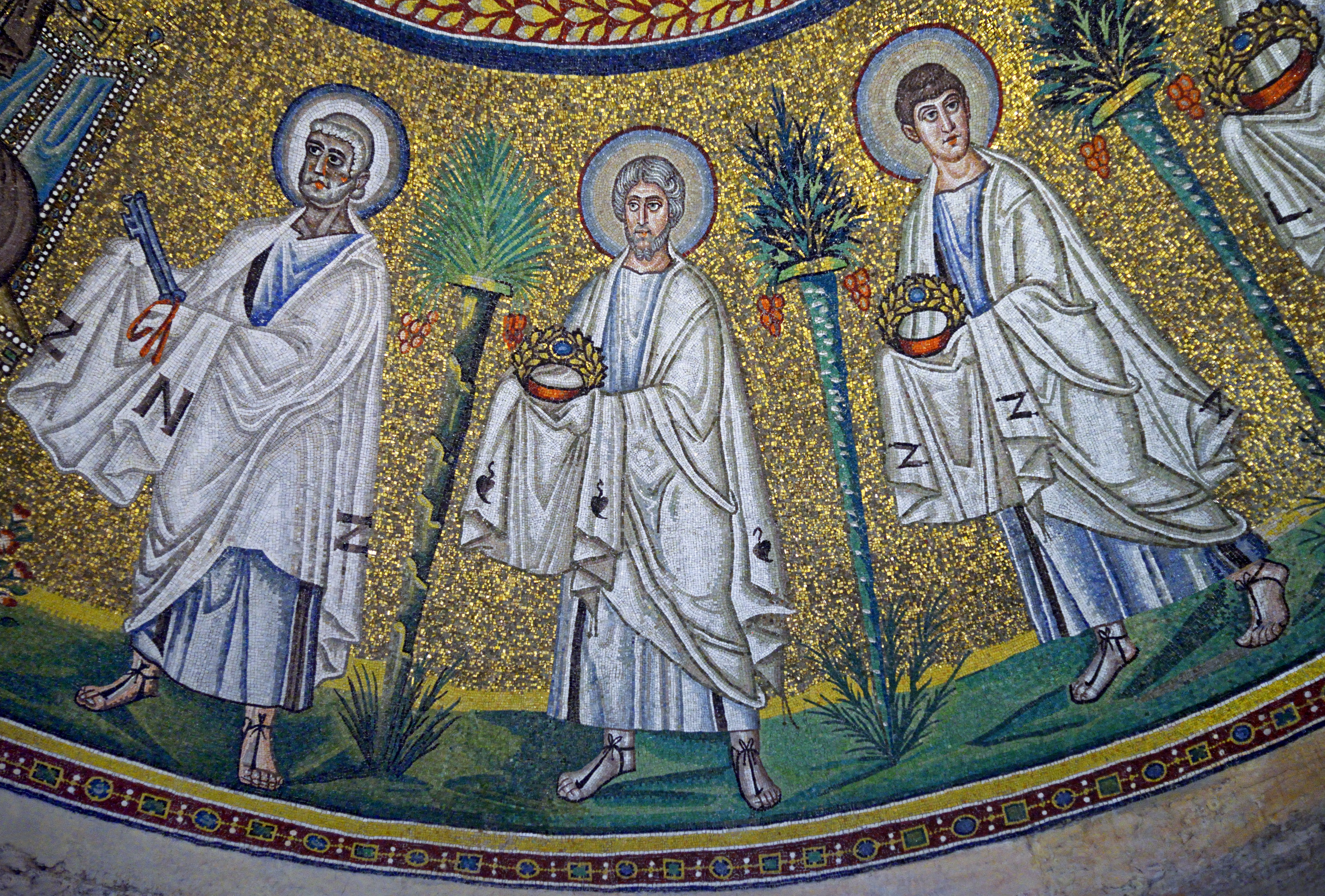
Процесія апостолів. Перший зліва — св. Петро. Частина мозаїки в Аріанському Баптистерії

## Особи
- Валентиніан III (419—455) — імператор Гесперійської (Західної Римської) імперії в 425—455
- Лев Катанський (709—787) — єпископ міста Катанія на Сицилії
- Ромуальд (951—1027 року) — католицький святий, чернець, засновник конгрегації камальдулів
- Петро Даміані (1007—1072) — церковний діяч, богослов, філософ, католицький святий.